# Häuptling Feuerauge
Häuptling Feuerauge (engl. Redeye) ist ein US-amerikanischer Funny-Comicstrip, erfunden von Gordon Bess.

## Inhalt
Der sarkastische Häuptling Feuerauge lebt mit seiner Familie und seinem Stamm im Wilden Westen in einer undefinierten Zeit, welche historische aber auch moderne Elemente beinhaltet. Man begleitet die Indianer im Alltag, bei Kämpfen und auf der Jagd. Auch die Tiere sprechen untereinander.

## Erstellung und  Veröffentlichung
Der Comicstrip wurde von King Features Syndicate lizenziert und erschien in 100 Tageszeitungen. In Frankreich erschien der Comic im Magazin Tintin und in Deutschland im Zack-Magazin.
Erfinder Gordon Bess zeichnete den Strip ab 1967. Krankheitsbedingt übergab er 1988 den Comic an Bill Yates (Text) und Mel Casson (Zeichnungen). Die letzten Jahre textete und zeichnete Mel Casson den Comic alleine.